# 長鰭非洲脂鯉
長鰭非洲脂鯉為輻鰭魚綱脂鯉目脂鯉亞目鮭脂鯉科的其中一種，為熱帶淡水魚，分布於非洲甘比亞至剛果共和國沿岸淡水流域，本魚體色銀色、背部呈綠色、腹部白色，雄魚偶鰭紅色至紫羅蘭色,，腹鰭的末端絲狀突起也是紅色至紫羅蘭色，眼睛下面具鮮紅色斑點；雌魚鰭淡橘色，每個尾葉具淡黃色的斑點，眼睛下面斑點橘色，體長可達12公分，棲息在底中層水域，生活習性不明，可作為觀賞魚。

## 扩展阅读
維基物種上的相關：長鰭非洲脂鯉